# IC 2952
IC 2952 ist eine Spiralgalaxie mit aktivem Galaxienkern vom Hubble-Typ Sb im Sternbild Großer Wagen am Nordsternhimmel. Sie ist schätzungsweise 434 Millionen Lichtjahre von der Milchstraße entfernt und hat einen Durchmesser von etwa 50.000 Lj.

Im selben Himmelsareal befinden sich u. a. die Galaxien NGC 3847, NGC 3855, IC 726, IC 2958.
Das Objekt wurde am 11. Juni 1896 von Stéphane Javelle entdeckt.